# Drosophila sechellia
Drosophila sechellia är en tvåvingeart som beskrevs av Tsacas och Gerhard Bächli 1981. Drosophila sechellia ingår i släktet Drosophila och familjen daggflugor.

## Utbredning
Arten finns endast på Seychellerna.